# Charles de Tolnay
Charles de Tolnay nacido como Károly von Tolnai(27 de mayo de 1899-17 de enero de 1981). fue un historiador de arte húngaro y experto en Miguel Ángel. . Según Erwin Panofsky, fue "uno de los historiadores de arte más brillantes" de su tiempo".
Nació en Budapest. En 1918, comenzó a estudiar historia del arte y la arqueología  en Alemania, primero en la Universidad de Berlín (con Adolph Goldschmidt), luego en la Universidad de Frankfurt (con Rudolf Kautzsch) 
Continuó estudiando historia del arte en la Universidad de Viena (bajo Julius von Schlosser y Max Dvořák), donde escribió su tesis sobre Hieronymus Bosch (1925)

## Obras (selección)
- Die Zeichnungen Pieter Bruegels. Munich 1925.
- Die späten architektonischen Projekte Michelangelos. Hamburg, 1929.
- Pierre Bruegel l'ancien. 2 vols. Brussels, 1935.
- Hieronymus Bosch. Basel, 1937.
- Le Maître de Flémalle et les freres Van Eyck. Brussels, 1939.
- History and Technique of Old Master Drawings: A Handbook. New York, 1943.
- Michelangelo. 5 vols. Princeton, 1943-1960.
- Hieronymus Bosch. London, 1966.
- Nuove osservazioni sulla Cappella medicea. Rome, 1968.
- Il riordinamento delle collezioni della casa Buonarroti a Firenze. Rome, 1969.
- L'omaggio a Michelangelo di Albrecht Dürer. Rome, 1970.
- L'"Ultimo" ritratto di Galileo Galilei. Rome, 1975.
- Corpus dei disegni di Michelangelo. Novara, 1975-1980.